# موش‌های ابری دم‌باریک
موش‌های ابری دم‌باریک (نام علمی: Phloeomys) نام یک سرده از زیرخانواده نیاموشان است.